# 杜别克·奴尔塔扎·夏勒恒巴也夫
杜别克·奴尔塔扎·夏勒恒巴也夫（Дубек Нұртазаұлы Шалғынбаев 1920年—1947年）原名吐斯甫别克，哈萨克族，新疆察汗托海（今裕民县）居吉热克村人。新疆作家、革命家。

## 生平
杜别克幼年在裕民县汉语小学学习。民国26年（1937年）冬，到乌鲁木齐蒙哈学校学习。民国28年（1939年），考入新疆学院汉语言系。在校期间，受到一批中国共产党党员和左翼人士影响，接受了共产主义思想，并参加学校革命青年的地下活动，阅读马列主义著作及中国共产党文件。杜别克在新疆学院汉语言系时，担任新疆学院办的《反帝统一战线》（维吾尔文）杂志总编辑。在《反帝统一战线》第一期上，杜别克发表《历史唯物主义的应用》一文。此后，杜别克连续在《新疆日报》、《人民之声报》等报刊上发文章，引发很大反响。民国30年（1941年），杜别克撰写的《论苏德十年协议》揭露了希特勒的侵略野心。
民国31年（1942年），他被盛世才当局关入监狱。民国34年（1945年）获得保释出狱。民国34年（1945年）5月8日，再度被捕，直到三区革命军队占领塔城后才被营救出狱。出狱之后，发表了《和谈还是反对和谈》、《永远记住》等文章，揭露新疆的中国国民党统治者的恶行。此后历任塔城行署社会科主任、塔城专区革命青年组织副主任、《人民之声报》、《革命青年》杂志责任编辑等职务。
民国36年（1947年），杜别克病逝，年仅27岁。遗体葬在塔城北郊加吾尔塔木。

## 纪念
- 杜别克街：位于塔城市区，以杜别克·努尔塔扎·夏勒恒也夫的名字命名。[2]